# Più alto del mare
Più alto del mare è il secondo romanzo di Francesca Melandri, pubblicato nel 2012. Il libro è stato tradotto in quattro lingue e ha ricevuto numerosi premi letterari.

## Storia editoriale
Più alto del mare ha ottenuto il Premio Rapallo Carige per la donna scrittrice, il Premio letterario Elba - Raffaello Brignetti, il Premio Stresa di Narrativa, il Premio Selezione Campiello e il Premio Letterario «Città di Rieti - Centro d'Italia» 2013

## Trama
La vicenda si svolge nel 1979 all'isola dell'Asinara, che però non viene mai nominata nel libro.
Paolo e Luisa sono giunti sull'isola dove ha sede la colonia penale, dopo un faticoso viaggio e un ultimo tragitto in motonave. Non si conoscono: ciascuno va in visita a un congiunto, detenuto nel settore carcerario di massima sicurezza. Scesi dalla motonave, affrontano un accidentato percorso su un furgone che lascia, davanti alle varie carceri, altri uomini, in genere membri del personale rientrati da una licenza. Il viaggio è molto scomodo e Paolo, accortosi che Luisa sta sul bordo del cassone, prendendosi tutta la polvere, insiste per cederle il suo posto. Finalmente arrivano e devono subire ancora varie umilianti perquisizioni, ma possono entrare nel parlatorio.
Paolo è padre di un giovane condannato per terrorismo, pluriomicidio, sequestro di persona e molti altri reati minori. Sua moglie Emilia non ha saputo reggere alle atrocità compiute dal figlio ed è lentamente morta. Così Paolo è rimasto solo a portare il peso di colpe non sue; ha seguito i processi del figlio, ha visto dai giornali il volto delle sue vittime, lo ha visitato qui e in altre carceri. Non c'è più dialogo tra i due: il giovane terrorista non ha mostrato ripensamenti e sostiene di fare sempre ed ovunque la rivoluzione. Il padre invece sa benissimo che tale rivoluzione non è nata da un popolo e che viene comunemente chiamata violenza. Nel portafoglio tiene un ritaglio di giornale in cui una bambina di tre anni posa un fiore sulla bara del padre e pensa che è quanto gli è rimasto del figlio, dopo una vita felice, un'infanzia trascorsa con tanto mare, lo stesso mare che ora circonda l'isola e chi vi è recluso.
Luisa invece va a trovare il marito, che si è macchiato di assassinii in apparenza poco spiegabili, ed in seguito all'efferata uccisione di un secondino è stato condotto al carcere speciale. Del resto, sin dai primi tempi del loro matrimonio, si era più volte comportato con violenza inaudita verso Luisa, che ha passato gli ultimi nove anni alle prese con la crescita dei loro cinque figli e con la conduzione della fattoria da cui traggono il sostentamento. Abituata alla fatica, a non avere alcun diritto, la donna non protesta mai, ma prova un notevole sollievo nel constatare che i suoi ragazzi aiutano nel lavoro dei campi e con le bestie e che nessuno sente davvero la mancanza del padre. Si erano sposati giovanissimi, lei 18, lui 19 anni, alla fine degli anni '50 e all'uomo non difettavano l'onestà o la laboriosità: era insopportabilmente violento. E Luisa non pensa a rifarsi una vita, ma adempie con coraggio al compito di visitarlo, sostenendo le varie difficoltà, anche perché nessuno le ha mai detto che potrebbe fare altrimenti.
Compiute le visite, Paolo e Luisa salgono sul furgone, per tornare all'imbarcadero e prendere la motonave. La strada è lunga e accidentata e l'autista si deve affrettare. Avviene così un incidente con un altro mezzo che stava portando un detenuto nel settore dei pedofili. L'uomo aveva approfittato di uno sbandamento per cercare di fuggire e un agente gli aveva sbattuto più volte la faccia al suolo. La questione si tramuta in un contrattempo irrimediabile, perché Paolo e Luisa non riescono ad arrivare in tempo alla motonave. Ciò causa una forte contrarietà nel direttore della colonia penale, il quale incarica con varie minacce l'agente Pierfrancesco Nitti (lo stesso che aveva ferito il detenuto) a sorvegliare i due fino al giorno dopo e a garantire loro cibo e alloggio. Il messaggio è esplicito: parenti dei detenuti al braccio speciale non sono mai graditi, se poi non hanno potuto andarsene per tempo, chissà cosa potrebbero ordire in favore dei loro congiunti.
Eppure, in tanta disumanità, i tre si comprendono. Nitti li porta a pesca e Luisa, che prima non aveva mai visto il mare, si ritrova a sgusciare ricci marini catturati da Paolo. La cena in famiglia è simpatica, la moglie di Nitti è la maestra della scuoletta locale. Quando a notte Paolo, Luisa e Nitti vanno all'alloggio assegnato, l'agente finge di dormire. Ma il difficile dialogo nato tra Paolo e Luisa si traduce in una sofferta condivisione dei loro dolori, seguita da ore insonni. Giunge l'indomani e la partenza, alla motonave segue la notte in traghetto. I due sono rimasti insieme, si sono tenuti per mano. Arrivati sul continente si lasciano per direzioni che non promettono altri incontri.
Nelle settimane seguenti scoppia una rivolta all'interno del carcere di massima sicurezza; i giornali per giorni descrivono le fasi degli scontri. I detenuti sono convinti ad arrendersi e vengono inviati in altri luoghi di pena. Paolo cerca Luisa al telefono e i due si comunicano dove sono stati trasferiti rispettivamente il figlio e il marito. Se si rivedranno, non sarà più in carcere.

## Edizioni
- Francesca Melandri, Più alto del mare, Rizzoli, Milano 2012 ISBN 978-88-17-05595-6
- Francesca Melandri, Più alto del mare, BUR, Milano 2013 ISBN 978-88-17-06315-9
- (NL)  Francesca Melandri, Hoger dan de zee: roman, traduzione di Jan van der Haar, Uitgeverij XL, Leidschendam ©2014
- (FR)  Francesca Melandri, Plus haut que la mer, traduzione di Danièle Valin, Gallimard, Paris 2015
- (DE)  Francesca Melandri, Über Meereshöhe Roman, traduzione di Bruno Genzler, München Heyne, W 2014
- (HR)  Francesca Melandri, Viši od mora: roman, traduzione di Ana Badurina, Fraktura, Zaprešić 2016.